# Фотоізомеризація

Фотоізомеризація азобензолу

Фотоізомеризація (англ. photoisomerization, рос. фотоизомеризация) — фотохімічна реакція ізомеризації електроннозбуджених молекул, що відбувається шляхом внутрішньомолекулярних, переважно радикальних, реакцій чи синхронного перерозподілу зв'язків у молекулі i веде до зміни конфігурації чи конформації молекули, переміщення замісників або кратних зв'язків, зміни розмірів циклу.